# Реститута Сорская
Реститута (??, Рим — 275, Сора) — дева, мученица из Соры. День памяти — 27 мая.
Святая Реститута из Соры (Restituta of Sora) была из семьи благородных римлян. Она была вынуждена бежать в Сору, Кампания, Италия, и с помощью ангела сумела избежать преследования во времена императора Аврелиана. Будучи схваченной в Соре, была подвергнута пыткам и брошена в тюрьму. После освобождения с помощью ангела она была вновь схвачена. Ей и её нескольким товарищам, включая священника по имени Кирилл (Cyril) были отрублены головы.

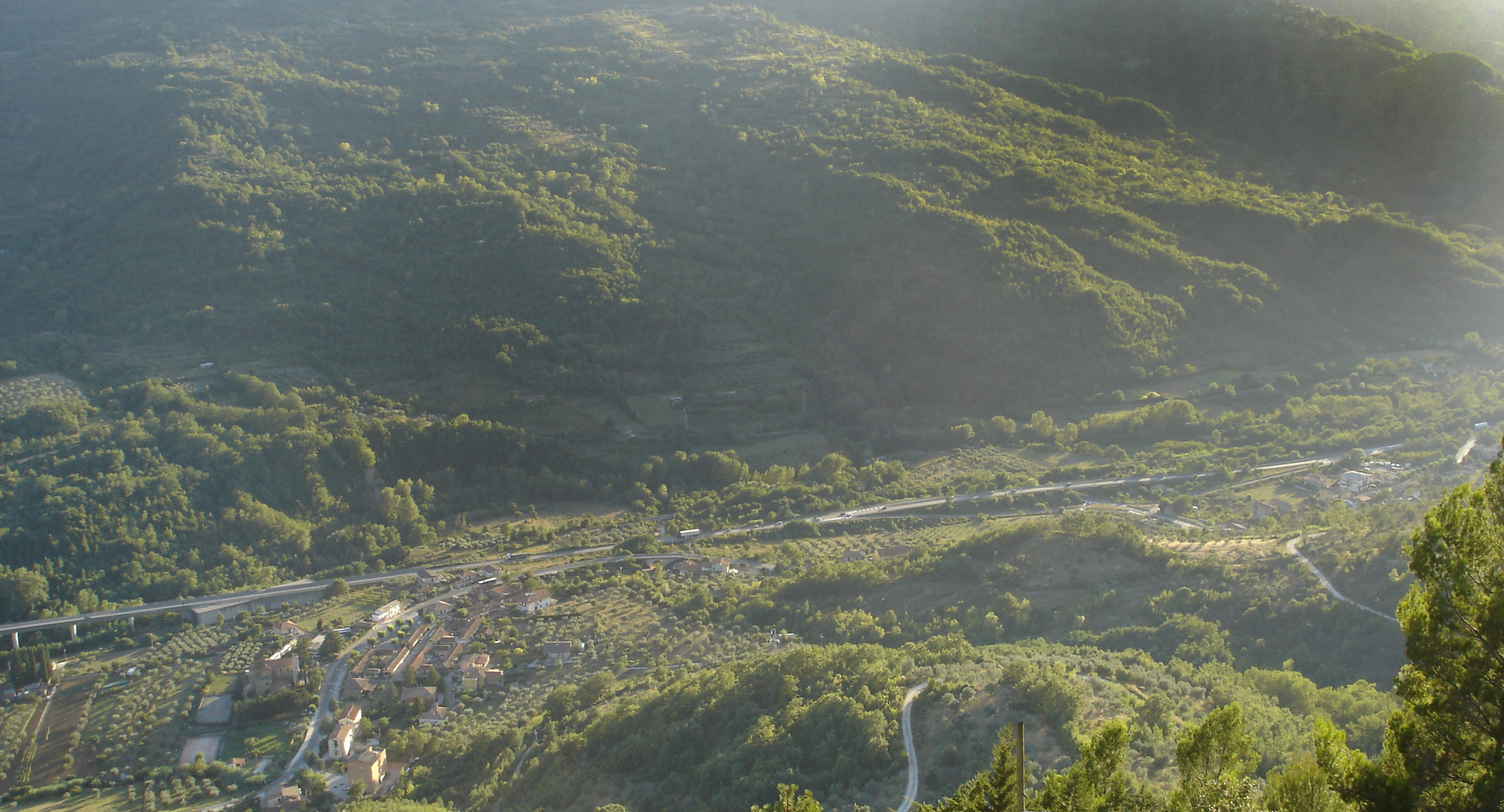
Abitato e chiesa di Santa Restituta di Morrea

## Храмы
- Храм святой Реституты в Соре.
- Храм святых Антонио и Реституты в Карнелло (Carnello).
- Храм святой Реституты из Морреа (Morrea) (Сан-Винченцо-Вале-Ровето).